# 黃秉權
黃秉權（？—？），清朝政治人物。
光绪年间，擔任廣東廣州府永安縣知縣（現紫金縣知縣）。后由洪錫疇接任。